# Artek
El Centro internacional para niños Artek (en ucraniano y en ruso: Артек) es un campamento educativo para niños y jóvenes, es el mayor, más conocido y más antiguo campamento educativo de Crimea.
En la época de la URSS, Artek había sido un campamento del Movimiento de Pioneros (una organización juvenil de la antigua Unión Soviética). El campamento está situado en la costa de Crimea, Artek gozaba de un gran prestigio entre los niños soviéticos. Durante la década de década de 1980 llegó a tener más de 100 edificios, varias piscinas, centros médicos, escuelas y un estadio, podía albergar a decenas de miles de niños a lo largo de un año.
Durante la Guerra Fría fue el campamento de pioneros más famoso de la Unión Soviética, era visitado por grupos de pioneros venidos de todo el país, delegaciones provenientes de los países del Bloque del Este y otros países extranjeros. Tras la disolución de la Unión Soviética en 1991, la organización de pioneros se desintegró, y el prestigio de Artek sufrió un declive, el campamento sin embargo continuó siendo un destino de vacaciones muy popular entre los niños en Ucrania, la metodología educativa y la infraestructura original logró ser preservada. Tras la Crisis de Crimea de 2014, Artek pasó a estar bajo control del Ministerio de Educación y Ciencia de Rusia y desde entonces las instalaciones del campo han sido renovadas y ampliadas
Actualmente Artek está conformado por diez campamentos distribuidos en un área de 218 hectáreas y su capacidad supera las 30.000 plazas. El campamento dura todo el año, en parte debido al clima cálido de la región que está situado en la costa sur de Crimea, cerca de las ciudades de Alupka, Gurzuf y Yalta.

## Historia
El campo Artek fue creado por iniciativa de Zinovy Petróvich Soloviov, presidente de la Cruz Roja Soviética y Comisario del Pueblo de la RSFSR, con el propósito de servir de campamento y sanatorio para los niños que padecían tuberculosis.
El 5 de noviembre de 1924, día en que tenía lugar la celebración de los pioneros de Moscú, Artek fue declarado campamento infantil. Su apertura quedó a cargo de la sociedad de la Cruz Roja Soviética, la Oficina Central de los Pioneros y el Komsomol. Soloviov estaba a cargo de la dirección de todo el personal, por ello ciertas fuentes reconocen a Soloviov como el primer director de Artek, aunque F. F. Shishmariévu fue el designado oficial para ocupar este cargo tras la apertura del campo.

Emblema de Artek en tiempos de la URSS.

El campamento Artek fue inaugurado el 16 de junio de 1925, recibiendo a 80 pioneros procedentes de Moscú, Ivánovo-Voznesiensk (ahora Ivánovo) y Crimea. En total recibió a 320 niños durante su primer año de funcionamiento. Al año siguiente fue visitado por la primera delegación extranjera de su historia, los pioneros de Alemania, quienes se alojaron en tiendas de campaña fabricadas de tela impermeabilizada. Dos años más tarde se construyeron las primeras casitas de madera contrachapada cerca de las costas.
En la década de 1930, gracias al cuerpo de invierno, construido en el parque principal, Artek fue convirtiéndose gradualmente en un campamento para todo el año. En 1936 fueron recibidos a los primeros pioneros condecorados en la URSS y en 1937 recibió una delegación de niños procedentes de España, entonces sumida en una guerra civil, que fueron cuidados por guías del campo y recibieron asilo por parte del gobierno soviético.
Durante la Segunda Guerra Mundial, Artek fue evacuado por orden del gobierno, sus residentes fueron trasladados a Stalingrado, luego al poblado de Belokúrija, en la región siberiana de Altái, donde los colegiales siberianos descansaron junto a los muchachos que habían vivido la guerra desde el principio. La reconstrucción de Artek se inició rápidamente en abril de 1944, luego de que Crimea fuese liberada por el Ejército Rojo. El campo fue abierto nuevamente en agosto y en el transcurso del año su territorio se expandió a las dimensiones que tiene actualmente.
Entre 1925 y 1969 el campo albergó alrededor de 300.000 niños, entre estos más de 13.000 niños de 70 países. A comienzo de los años sesenta se iniciaron nuevas labores de construcción y para 1969 Artek ya contaba con 150 edificios, entre los que había 3 centros médicos, una escuela, el estudio cinematográfico «Artekfilm», 3 piscinas de natación, un estadio con capacidad para 7.000 personas y patios infantiles para distintas necesidades.
En la época soviética la estadía en Artek era considerada un privilegio, por los niños soviéticos y de otros países socialistas. Las visitas se concedían a un gran número de pioneros que destacaban en diversas materias (la participación en los asuntos del destacamento pionero, la conducta, los progresos, etc.). Durante este florecimiento, la cantidad de visitantes alcanzaba los 27.000 niños.
Artek era al campamento de pioneros más famoso que existía en la URSS, pero no era el único, se habían construido campamentos parecidos en distintas repúblicas soviéticas, aunque eran menos conocidos. El segundo lugar en prestigio le pertenecía al campo Orliónok, situado en el Krai de Krasnodar. En tercer lugar estaba el campamento Okean (Océano), que se encontraba en el Krai de Primorie. En cuarto lugar, Molodaya Gvardia (La Guardia Joven), que se encontraba en las proximidades de Odesa (RSS de Ucrania) y, por último, el Zubrenok, que se encontraba cerca de Minsk (RSS de Bielorrusia).
En 1952, la Organización de Pioneros Ernst Thälmann, una organización juvenil de la República Democrática Alemana; también construyó un campamento de pioneros parecido a Artek, que recibió el nombre de Vilgelma Pika.
En julio de 1983 Artek fue visitado por Samantha Smith, quién fue invitada personalmente por Yuri Andrópov, en ese entonces dirigente supremo de la Unión Soviética. Samantha escribió un libro en el que afirmó que la URSS no deseaba dominar el mundo ni atacar a Estados Unidos, murió a los 13 años en una catástrofe aérea. Desde entonces su legado es homenajeado y su recuerdo permanece en la memoria colectiva de Artek.

### El fin de la era soviética
El campamento sufrió una serie de cambios con la fragmentación del movimiento pionero en 1990 y el posterior desmantelamiento de la Unión Soviética en 1991; quedando como un sitio popular de vacaciones para niños. A partir de 1990, hasta 2014 Artek estuvo bajo administración del estado ucraniano bajo el nombre: «Centro Internacional de Niños – Artek». En 1990 el campamento «Diamante» fue cerrado, oficialmente se dijo que estaba en obras de reconstrucción y aunque su reapertura estaba prevista; permaneció clausurado, desde entonces Artek consistió en 9 campamentos en lugar de 10.

Emblema de Artek desde mediados de los años 90, hasta 2015.

Los campamentos soviéticos para pioneros representaban una entidad puramente social que no producía beneficios económicos. Por esta razón las autoridades de Ucrania rechazaron oficialmente el componente ideológico en la metodología educativa de Artek, que había predominado desde su fundación, y buscaron la manera de integrar el campo en el nuevo orden socioeconómico.
Uno de los logros obtenidos en la década de los 90 fue el programa de intercambio con escuelas de Estados Unidos, una importante iniciativa internacional en materia educativa. En 1996 el programa de intercambio se transformó en un Concurso Internacional de Maestros y en 7 años convirtió a Artek en un sitio de referencia mundial para maestros innovadores de 13 países.
En 1998 Artek fue premiado como Proyecto del Siglo XXI por la UNESCO, por su papel en fomentar la cooperación internacional en el campo de la educación. Los programas de cooperación internacional que se desarrollaron en este nuevo período, aún se mantienen en la actualidad.
En la década de 2000 Artek se vio sumido en una serie de grandes escándalos de corrupción en la administración financiera, que incluían a varias estructuras estatales vinculadas al campo. Las razones principales del déficit financiero fueron el desvío de fondos asignados al campamento, la deuda con los servicios públicos y la mala difusión de los viajes. Hubo varios intentos de juicios penales y arbitraje, por parte de los empleados que reclamaban indemnizaciones a las empresas en Artek por la mala administración.
En noviembre de 2006 Artek se convirtió en el primer campamento para niños en recibir un auspicio por parte de la UNESCO, en el marco del Decenio Internacional de una Cultura de Paz y no Violencia para los Niños del Mundo (2001-2010).

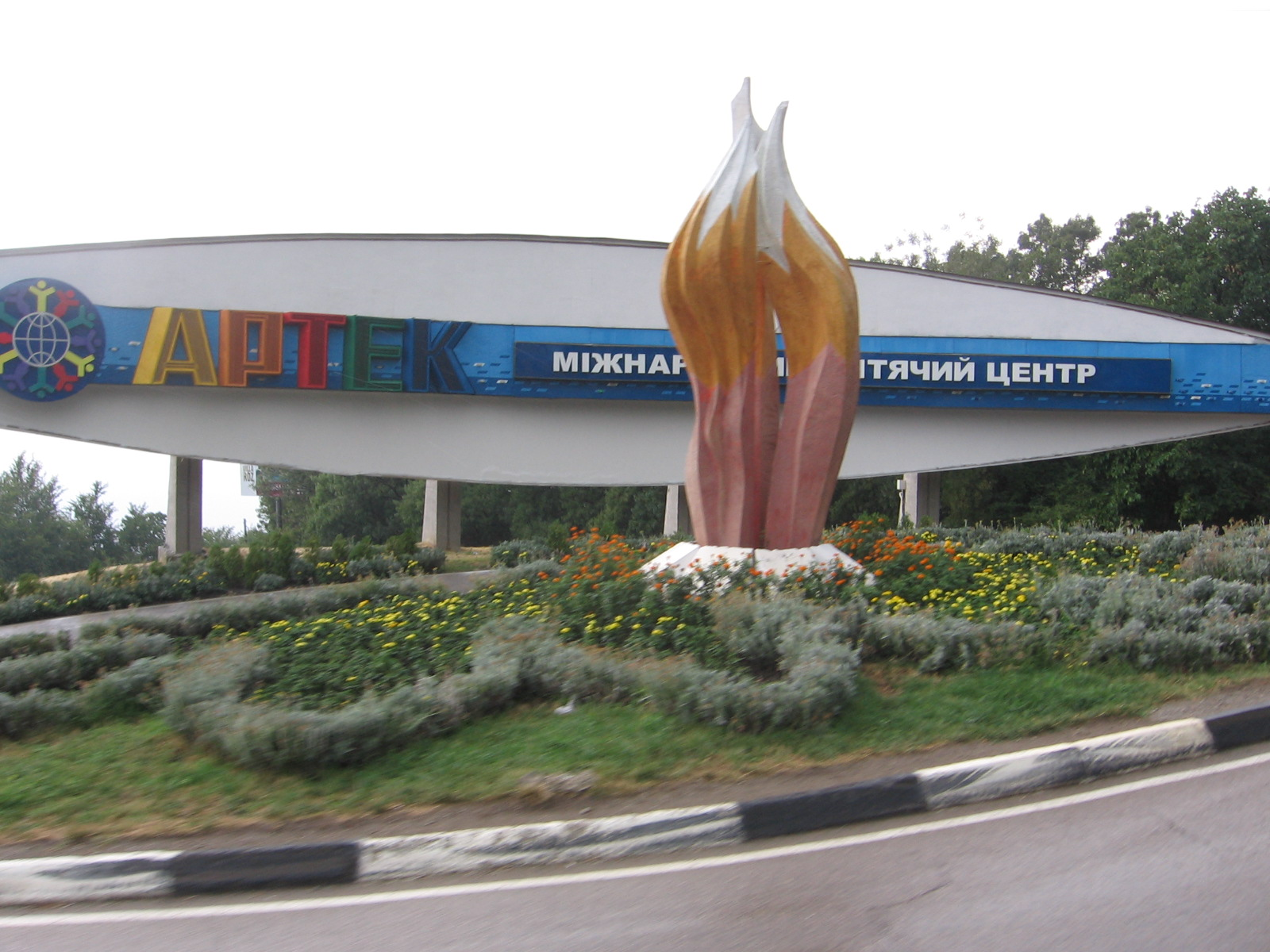
Entrada a Artek entre 2007 y 2014, vista desde el trolebús interurbano de la ruta 52.

En 2008, el costo total de una estadía por tres semanas oscilaba entre $1.050 y $2.150 dólares estadounidenses, pero durante el verano el campo lograba llenarse hasta el 75% de su capacidad. Alrededor del 60% de los niños ucranianos que visitaban el campamento lo hacían gracias a subvenciones estatales para niños de familias de bajos ingresos, familias numerosas, huérfanos, inválidos, dotados y niños con capacidades diferentes.
El 29 de julio de 2008, se presentó el programa «Ucrania en mí. Yo en Ucrania», que entre sus objetivos se proponía proyectos significativos para Artek. Poco tiempo después se envió una carta abierta al Presidente de Ucrania Víktor Yúshchenko en nombre del personal del campo. En la misiva se hacía especial referencia a la próxima redefinición de Artek, pero la administración decampo dijo que la carta era una provocación y se comprometió a iniciar un proceso legal contra sus autores.
En septiembre de 2008, el presidente del Comité Olímpico Nacional de Ucrania Serguéi Bubka anunció planes para usar el campamento como una base de entrenamientos para la selección olímpica, pero los planes no se concretaron.
En enero de 2009, por primera vez en la historia Artek dejó de funcionar por falta de presupuesto. Boris Novozhilov, director general de Artek, declaró en Kiev en una conferencia de prensa con las autoridades de Ucrania, que el año 2009 podría ser el último año de existencia de Artek. Según medios de comunicación el 19 de enero de 2009, Novozhilov inició una huelga de hambre como protesta, pero terminó en el hospital.
El 15 de febrero de 2009 la Unión de Jóvenes Comunistas de Moscú realizó una manifestación en defensa de Artek, organizado por escolares de Moscú que habían visitado Artek y estaban a favor de la amistad que fomenta entre personas de distintos partes del mundo, particularmente una de las voces que más resonó desde el extranjero fue la de la madre de Samantha Smith, quien pidió a los dirigentes ucranianos hacer todo lo posible por salvar el campo.
En octubre de 2009 se desató un escándalo por supuestos casos de abuso sexual y corrupción de menores que habrían ocurrido en Artek, la denuncia involucraba a 3 diputados de la Rada Suprema de Ucrania, así como un sacerdote que habría abusado de niños y grabado dichos actos en vídeo. En los medios de comunicación se indicó la participación de autoridades de Artek en el caso, incluyendo al director general Borís Novozhilov. Uno de los sospechosos fue detenido, pero su identidad no fue revelada, mientras tanto la Oficina del Fiscal General declaró que no se trataba de violación, sino más bien de corrupción de menores.
Al mismo tiempo, la jefa de CPI Artek, en su comunicado de prensa oficial dijo que todas las denuncias de violación de niños en el campamento son irrelevantes, y que en Artek es imposible que sucediera eso. Por otra parte, el director de la Corte Penal Internacional Artek, Boris Novozhilov, declaró que la campaña difamatoria se debe al hecho de que la actual administración del centro rechazó los planes estratégicos de los políticos corruptos para destruir Artek; el único centro sociocultural de Ucrania.
En los últimos años de Artek bajo la administración de Ucrania se divulgaron algunos proyectos de renovación de los campos para convertirlos en centros juveniles o pensiones familiares. Para el año 2014 las instalaciones de Artek tenían una capacidad para recibir un máximo de 6.000 niños.

### La crisis de Crimea y el cambio de administración
Luego del referendo popular celebrado en Crimea durante la crisis de 2014, la península volvió a formar parte de Rusia de facto y las instalaciones de Artek pasaron a estar bajo control del Ministerio de Educación y Ciencia de Rusia. Desde entonces el gobierno ruso inició obras de construcción de nuevas instalaciones y la reconstrucción completa de las ya existentes en un plan proyectado hasta 2020. Desde 2015 iniciativa contó con un presupuesto inicial de 17,3 billones de rublos (unos $300 millones de dólares), encaminado a modernizar las instalaciones del campo y elevar su capacidad para recibir a 45.000 niños.
En 2015, en vísperas del 90 aniversario de Artek, el campo fue visitado por una delegación de la Duma Estatal de Rusia, liderada por Guennadi Ziugánov, uno de los promotores del programa de renovación en Artek, entre otros proyectos de infraestructura en Crimea. El líder del Partido Comunista de Rusia y diputado Guennadi Ziugánov dijo que ya se habían gastado 3.000 millones de rublos (unos $50 millones de dólares en 2015) en la renovación y creado las condiciones para albergar a 20.000 niños, también anunció la construcción en Artek de 3 campamentos adicionales y del que sería uno de los mejores hospitales de Europa.
En 2016, la Fiscalía General de Ucrania ordenó la detención del primer ministro de Crimea Serguéi Aksiónov, por haber entregado el campamento a Rusia. Ese mismo año Artek había aumentado su capacidad para albergar hasta 30.000 niños y fue registrado como una entidad legal que es miembro de la Asociación Internacional de Campamentos (ICF).
A pesar de las sanciones contra Rusia en 2016 Artek fue visitado por diferentes delegaciones provenientes de países de Norteamérica, la Unión Europea y la CEI entre ellos 60 niños provenientes de Francia. Entre 2014 y 2016 Artek recibió a 1118 niños provenientes de 45 países extranjeros, entre ellas delegaciones de España, Argentina, México, Estados Unidos y Canadá.
Los programas afiliados al campo también pasaron de 15 socios a un total de 50 en 2016. Entre estos afiliados está la Agencia Espacial Rusa, Roscosmos, cuyo programa incluye la comunicación directa entre los niños y la Estación Espacial Internacional.

## Visitantes notables
Algunos invitados de honor que visitaron Artek fueron:

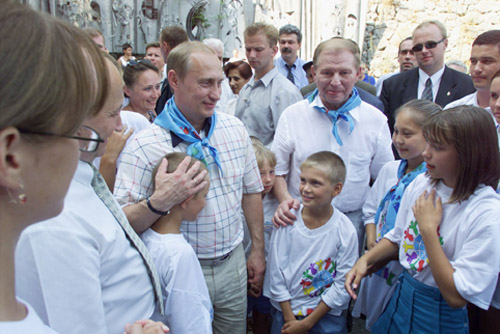
Vladímir Putin en una visita a Artek, julio de 2001.

| - Otto Schmidt (julio de 1933) - Averell Harriman (1945) - Aleksandr Pokryshkin (abril: 1948, 1955) - Nazım Hikmet (1952) - Indira Gandhi (12 de junio de 1955) - Jawaharlal Nehru (12 de junio de 1955) - Nikita Jruschov (1956, 1958, 1964) - Willi Stoph (1958) - Paul Robeson (1958) - Haile Selassie (julio de 1959) - Yumzhagiyen Tsedenbal (30 de julio de 1959; 1962) - Samuil Marshak (1960, 1961) - Fidel Castro (1961) - Yuri Gagarin (lo visitó cada año desde 1961 a 1967) - Rockwell Kent (17 de octubre de 1961) - Kwame Nkrumah (1961) - Urho Kekkonen (11 de octubre de 1962) | - Gianni Rodari (19-20 de diciembre de 1963) - Ahmed Ben Bella (1964) - Sarvepalli Radhakrishnan (1964) - Einar Gerhardsen (16 de junio de 1965) - Serguéi Koroliov (18 de julio de 1965) - Valentina Tereshkova (25 de agosto de 1965) - Modibo Keita (1965) - Frank Borman (1969) - Lev Yashin (1974) - Lidia Skoblikova (1977) - Benjamin Spock (1977) - Mijaíl Tal (1977) - Leonid Brezhnev (1979) - Konstantin Chernenko (1979) - Samantha Smith (julio de 1983) - Mijaíl Gorbachov (1985) - Vladímir Putin (julio de 2001) |

## El campamento y sus instalaciones
La división estructural de Artek fue cambiando a lo largo de su desarrollo.
Originalmente, comenzó como un campo de tiendas de campaña, ubicadas en la playa, entonces se llamaba simplemente «Campamento Infantil de Artek». El nombre Artek se fijó tomando como referencia el propio nombre del campo tiempo después, en 1930, cuando fue construido el parque principal, en el que la estadía sería todo el año. Este recibió el nombre «Campamento Principal», el que se ubicaba en la playa «Campamento Secundario». El tercer campamento se comenzó a construir en 1937, que recibió el nombre de «Suuk-soo», construido sobre la base misma de Artek; el antiguo campamento de descanso. Luego de la Gran Guerra Patriótica, en 1944, se entregó la casa «Colonia de la Juventud», también otro campamento.
En los años cincuenta, Artek se consideraba oficialmente un complejo formado por varios campamentos. El edificio de dirección era llamado; «Oficina de Dirección de Campamentos Pioneros de la URSS» y los propios campamentos eran llamados por sus números; «campamento número 1» o «campamento número 4».
En 1959 se comenzó a trabajar para dar vida al proyecto «Gran Artek». En 1961 un nuevo campamento aparecía en el mapa de Artek, llamado: campamento «de mar» (en la actualidad Artekovtsam), situado en la parte inferior de Artek. Al poco tiempo, Artek y todos sus campos serían aprobados oficialmente en forma general. Otro campamento se llamó: campamento «de Montaña», según los autores consistiría en tres destacamentos Pioneros, todos ubicados en la zona superior. En el territorio vacío hasta el centro de Artek, se construyó otro campamento nuevo, el «campamento costero», que se convirtió en el mayor y se le sumaron 4 estructuras más. Toda esa estructura ha sobrevivido hasta el día de hoy.
Los campamentos de «Suuk-soo» y «Colonia de La Juventud» no sufrieron cambios físicos importantes, pero recibieron nuevos nombres; Campamento «Celeste» y «Campamento Kiparisny», respectivamente. En cada caso como en el campamento «de Mar» había una sociedad de Pioneros alojada. Los trabajos principales finalizaban en 1964. Los patrocinadores, un grupo de arquitectos, dirigido por Anatoly Polyansky, en 1967, ganaron el Premio Estatal de la URSS en Arquitectura, que les fue otorgado por la URSS.
Al momento del colapso de la Unión Soviética, Artek constaba de 5 campamentos pioneros: campamento «de Mar», campamento «de Montaña», «campamento de diamantes», «campamento costero», «colonia de la juventud».
La estructura de Artek ha sobrevivido hasta el día de hoy, pero a finales de los noventa se volvió tradición nombrar como campamentos infantiles a los destacamentos pioneros de artek «Costero» y «de Montaña», aunque los campamentos superiores se siguen llamando: «campamento naval», «Kiparisny» y «Celeste». Hace algunos años el campamento «Diamante» fue clausurado, debido al mal estado de la recepción de niños.
En 60 años se prevé continuar con la construcción de Artek. El grupo Polyanskogo ha diseñado los campos «Rocoso» y «Aéreo», también una serie de actividades culturales y educativas, pero estos planes aún no se materializan.
A excepción de los campos arriba mencionados Artek consta de dos centros turísticos de montaña; «Dubrava» y «Krinichka», a las que viajan algunos grupos de Artek.
Hoy en día, luego de unos pocos años, ha habido grandes reparaciones en los campamentos «de Mar» y «de Montaña» (cambiado radicalmente su apariencia externa e interna), las condiciones de vida y el costo de mantenimiento de la base material de los diferentes campos de Artek varían. Por lo tanto en la actualidad es marcadamente diferentes la composición social de los niños veraneantes.

## Actividades principales

### Médicos y la mejora de la salud
Originariamente esto era principal, y la idea de Z.P.Soloviev, quizás, la única cita de Artek. Se dice que, desde el más alto funcionario ejecutivo del campamento era un médico. El campamento se destinó a los niños con diagnóstico de «intoxicación por tuberculosis», o en riesgo adquirir esta enfermedad. El tratamiento incluyó la historia clínica y los procedimientos de higiene, menú preparado adecuadamente. Más tarde, a uno de cada grupo, junto con un guía les fue asignado a los trabajadores de la salud. Establecido como uno de los organismos de la Cruz Roja de Rusia, Artek después de algún tiempo fue transferido al Ministerio de Salud.
Esta fue la función de Artek en los años de la posguerra, sin embargo poco a poco fue ocupando la función de organización para recreación infantil, que incluía la gimnasia general y climaterapia durante el día, pero más que todo los programas médicos. Había una lista entera de las restricciones para la dirección en «Artek» para mantener el buen estado de salud, conservados hasta el día de hoy. Aunque en los documentos oficiales y las publicaciones de medios masivos de comunicación, la estancia de los niños en el campamento hoy se llama «rehabilitación».

### Educación

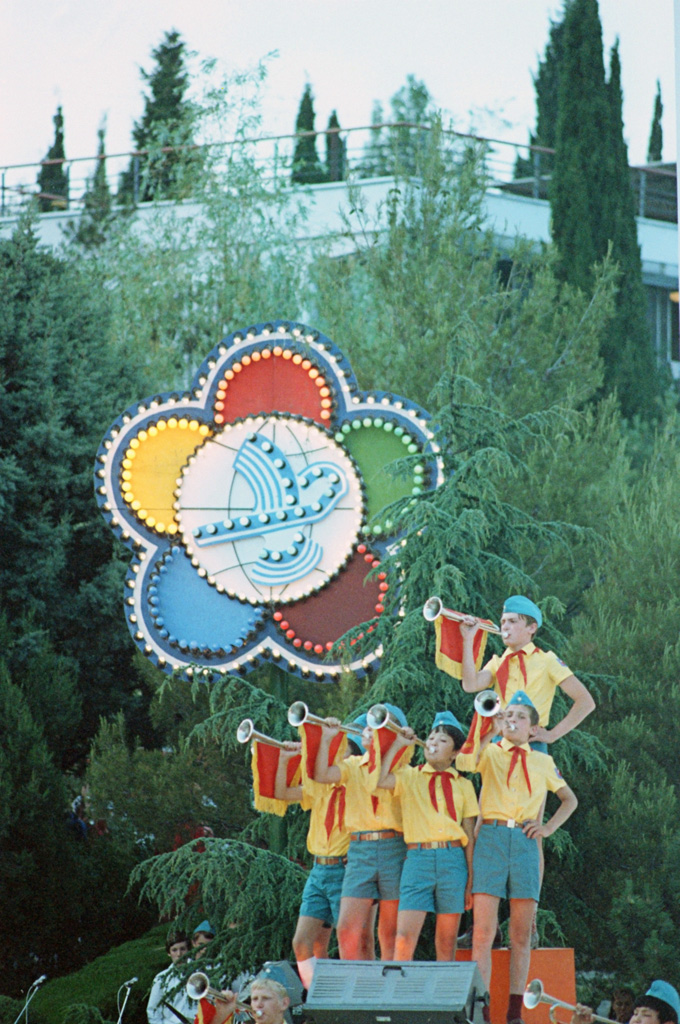
Pioneros durante una ceremonia de apertura en Artek, en agosto de 1985.

Los primeros trabajadores de Artek anotaron en sus memorias la diferencia que tenía este lugar en relación con otros campos de la época, por su educación cerrada, y la doctrina política en la educación. Artek era una nueva clase de campamento-sanatorio. El lema principal de Soloviev era ¡Sé sano, siempre sano!, sin embargo, desde los primeros años de funcionamiento del campamento, los dirigentes del país reflexionaron sobre su transformación en una escuela de élite en donde se prepararía a los futuros miembros del Komsomol.
Poco a poco, el papel de la educación patriótica y la doctrina política e ideológica pasó a un primer plano. La estancia en Artek se convirtió en una forma de premio, la recompensa para los mejores. Cada vez más, las decisiones sobre el campamento serían tomadas desde el más alto nivel del PCUS. En 1958 Artek finalmente fue transferido del departamentos de sanidad al Comité Central del Komsomol. Desde ese momento hasta los años noventa, Artek se consideró campamento de Pioneros, aquí tendrían lugar las asambleas pioneras de toda la Unión Soviética y se presentarían los cambios en el rumbo general del trabajo pionero. En general, se considera que el trabajo fue hecho con mucho cuidado, sin inflexiones. En contraste con la cobertura universal de los pioneros de la URSS Artek a veces incluso parecía un poco distante. Los concejeros y maestros del campamento trataron de inculcar en los niños una verdadera amistad, en lugar de un colectivismo abstracto, siempre intentando servir a los ideales del socialismo, doctrina que estudiaban sin tener que reportar informes muy elaborados.
Después de la disolución de la URSS el componente ideológico de la educación en Artek fue rechazado oficialmente. Los secretarios políticos y los responsables de la organización del complejo fueron reemplazados psicólogos que proclamaron la supremacía de la función comunicativa del campamento. En combinación con la caída paulatina del nivel profesional de los guías también el trabajo educativo en el campamento quedó en decadencia. El papel del guía se redujo a la simple organización de actividades ociosas. En los últimos años de la administración ucraniana fueron emprendidos varios intentos de establecer de una u otra forma un sistema de educación nacional-patriótica ucraniana. Sin embargo, dada la circunstancia de que los pases ahora comerciales eran adquiridos en su mayoría por ciudadanos extranjeros; las tentativas de crear un sistema serio de educación nacional-patriótica resultaban cuestionables e inoportunas.

### La metodología en Artek
No fue considerada por los fundadores en el centro como lo más importante, sin embargo durante los primeros años del campamento, numerosos invitados y en particular Clara Zetkin habló sobre la necesidad de utilizar su experiencia en los establecimientos infantiles en Rusia y en el extranjero. En el verano de 1928 en el campamento se dio el primer seminario internacional de líderes pioneros. Posteriormente actividades similares de distintos niveles se daban en el campo. Este trabajo no fue interrumpido por la guerra; Durante la evacuación los consejeros de Artek compartieron su experiencia con el personal pionero de Altái. Posteriormente, una escrupulosa selección de expertos, trabajo todo el año por la continuidad de las tradiciones y las amplias relaciones profesionales con colegas de la URSS y el extranjero permitieron a Artek convertirse en una especie original de laboratorio de enseñanza pedagógica.
Durante la subordinación estructural de las oficinas del campo al Departamento de Salud de la Cruz Roja se elaboró la literatura metodológica y carteles de sensibilización, lo que refleja la experiencia de Artek en la recuperación de los niños y la educación sobre higiene. La faceta de actividad pedagógica del campamento se refleja en la serie de libros «Para aquellos que están trabajando con los pioneros» (en particular - colecciones «Así viven en Artek», «Canción de la montaña de plata») y números especiales de revistas de guías y animaciones.
La experiencia fue compartida por el personal del campo, que continuó trabajando en las instituciones de educación y cultura. Antiguamente en Artek se consideraba el mejor ejemplo para el uso de los campamentos infantiles, escuelas y casas de pioneros. En la apertura del campamento de pioneros de toda Rusia «El Aguilucho» en 1960, un gran grupo de consejeros de Artek fue enviado para organizar el trabajo y se constituyó la base de la colectividad de su futura pedagogía. El libro de Krapivin «el niño con la espada», describe cómo el consejero de Artek utilizará la experiencia de campamento en la organización de nuevos campos pioneros.
Con el colapso de la URSS, el cambio de autoridades en el campo, la difusión sistemática orientada hacia un objetivo de experiencia en Artek, cesaron gradualmente. A principios de esta década, La enseñanza en Artek se daba al modo de «escuela de verano» y seminarios independientes sobre una base comercial. Se hizo un intento para publicar una revista pedagógica internacional, pero la continuación de esta práctica no se ha dado todavía.
En la actualidad, en los varios campamentos de niños en el territorio de la CEI la metodología pedagógica de Artek, es la oficialmente indicado para uso en sus programas de enseñanza. Es difícil decir si corresponde a la realidad, o es sólo una táctica de marketing. Antes del verano de 2009, la División de la Juventud de la ciudad de Krasnyi Luch organizó una reunión con los niños de vacaciones en Artek, con el fin de estudiar experiencias de aprendizaje en el tiempo libre y su uso en una escuela como en los campos de país.

## Lugares de interés

### Museos
El antiguo museo de etnografía territorial en Artek fue creado en 1936. La primera exhibición de su colección fue hecha por habitantes de Artek, basándose en el territorio del campamento y sus alrededores. En la actualidad su exposición presenta la historia y la naturaleza de Crimea, los animales y la vegetación de Artek y el Mar Negro.
El lugar no sólo posee exposiciones de interés para los niños, sino también para los invitados adultos, ello por la exposición aeroespacial; abierta y propuesta por Yuri Gagarin en 1967. Esta se componía de los regalos que hacían los cosmonautas que llegaban al campamento. En particular el traje con el que entrenó Yuri Gagarin y el de Alekséi Leónov que llevó puesto en el espacio, cuando protagonizó la primera salida al cosmos, también el paracaídas de aterrizaje de las nave espacial Vostok y maquinarias de entrenamiento para los primeros cosmonautas.
Museo de historia de Artek. El primer campamento para el museo fue inaugurado en 1975. Su sección de exposición fue dedicada a la historia de Artek, el terreno en que se encuentra la basé del campamento y principales etapas en la historia de Artek; - La razón de su existencia, sus primeros años, el periodo militar, posterior evacuación a Altái y el trabajo de Artek en calidad de campamento internacional. También se recogió una gran colección de regalos dados al campamento por las delegaciones y los invitados. En este museo hay un archivo que contiene archivos raros vinculados a la Unión Soviética y Artek.
Museo de exposición marítima. Es el museo más joven de Artek, presenta a los jóvenes la historia de la flota rusa y las primeras marchas de los eslavos sobre el mar. Consta de cinco salas en las que son presentados ejemplos de las técnicas marítimas de equipos civiles y militares, además de los documentos y obras de arte dedicadas a la flota rusa.
En 1970 fue abierto un museo en campamento “de Mar” dedicado a Soloviev, fundador de Artek, pero en la actualidad está cerrado y no se sabe qué hay dentro.

### Sitios históricos
En Artek se han conservado algunos edificios de la época prerrevolucionaria pertenecientes a las haciendas de los nobles, que estaban ubicadas en el territorio actual del campamento, Quizás el más famoso es el palacio Suuk-soo construido en 1903, como el edificio central del balneario popular, fundado en la hacienda por Olga Solovieva, la viuda del ingeniero Vladímir Berezin. Después de la revolución el balneario, ahora nacionalizado fue entregado cómo la casa de descanso de " los viejos bolchevique», y en 1937 se añadió a Artek.
Después de la guerra, pasó a llamarse “Palacio de Pioneros” y se utilizó como establecimiento de ocio. Con el tiempo, se abrió el Museo de Historia del campamento y la exposición aeroespacial. Hoy en día, el palacio sigue cumpliendo las funciones culturales y recreativas. En la sala principal tienen lugar fiestas y conciertos, en el foro se organizan exposiciones y reuniones entre invitados y habitantes del campamento. Aquí también se encuentra una de las bibliotecas de Artek.
No lejos del ahí, en territorio del campamento “Celeste” se encuentra el sepulcro familiar (a veces llamado una capilla) donde están los restos de los primeros propietarios. Está hecho en forma de gruta subiendo la colina. En la época soviética se utilizó como depósito de basura. Hoy en día la entrada, cuya puerta tiene un marco de piedra tiene la reja cerrada, a través de ella pueden verse bien conservados los frescos de sus antiguos dueños Vladímir y Olga, patronos de “Celeste”, Vladímir Berezin y Olga Solovieva.
En el campamento “Celeste” existen otros sitios históricos menos conocidos, memorables a finales del siglo XIX comienzos del siglo XX, como son; el bufé, el orangerie, el Centro de transmisiones, Hotel "nido De águila" y otros.
Los edificios históricos en la parte oriental de Artek (campamentos "de Mar" y “de Montaña”), fueron construidos poco antes que los mencionados arriba y están conectados con los nombres de los propietarios de los terrenos aquí: Olizara, Potemkin, Gartvisa, Wiener, Metalnikovyh. Actualmente, se siguen utilizando como espacio para las clases y los clubes de las necesidades del hogar. En esta parte del campamento se encuentran dos objetos, de modo directo vinculado con la historia de Artek. En "de Mar" se ha conservado la pequeña casita en que vivió el fundador De Artek; Z.P. Soloviev durante sus estancias en campamento. La leyenda vincula la historia prerrevolucionaria de este edificio al nombre de la condesa francesa De La Motte, que se convirtió en el prototipo de Milady, las heroínas de las novelas de Alejandro Dumas. Esta casita fue cerrada para el acceso hace ya algunas décadas. Muchos de los visitantes ni siquiera sospechan de su existencia. Y en el parque cerca del campamento “de Montaña”, se encuentra la base del campamento "Superior" construido en los años 30 y que ha hecho de Artek, un campamento para todo el año. Ahí fueron filmadas en 1958 algunas escenas de la película "El Secreto militar". Hoy se usa, como vivienda.
En la frontera occidental Artek, el campo “Kiparisny”, es objeto de una historia aún más antigua. Aquí se conservan las ruinas de la fortaleza genovesa (siglos XI-XV), construida en el sitio bizantino aún más antiguo (siglo VI). En la Edad Media en la roca Dzhenevez-Kaya se construyó una fortaleza, rompió para crear un túnel para vigilar el mar. También esto sobrevivido hasta la actualidad.

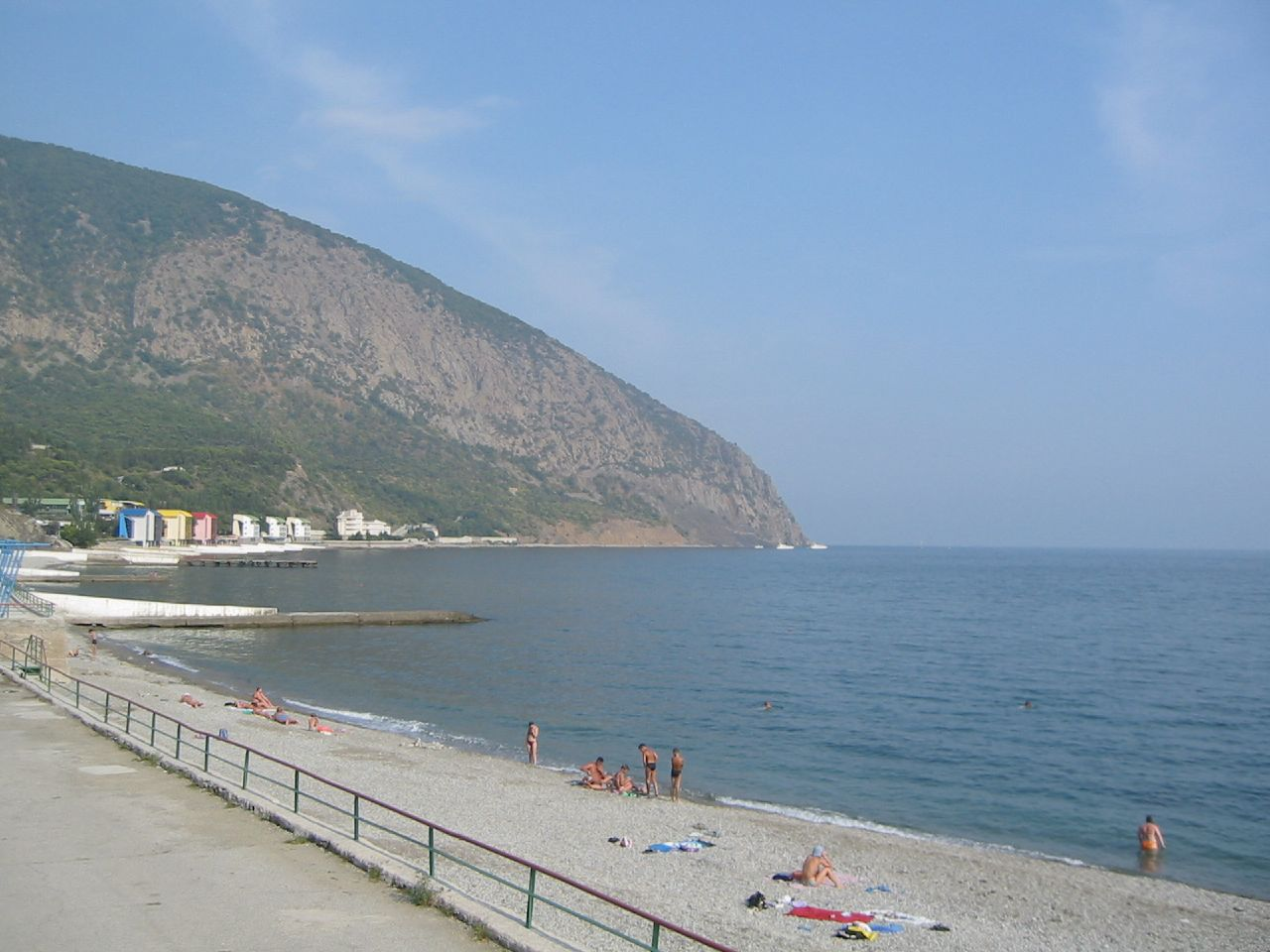
Montaña del Oso (Ayu-Dag), vista desde las playas del Campamento "Azul".

### Parajes naturales interesantes
Ayu-Dag (Montaña del Oso) es una popular atracción turística y un símbolo no sólo de Artek, sino de toda la costa sur de Crimea. La montaña es el límite natural del campamento y tiene un impacto significativo sobre el clima de Artek protegiendo el campo de los vientos del este. Desde los primeros años del campamento, Ayu-Dag ha entrado firmemente en la vida y la cultura de Artek. Los primeros Pioneros que acampaban de noche en la cima de la montaña Ayu-Dag dejaban mensajes en el hueco de un roble para los pioneros del próximo turno. Este árbol se había conocido con el nombre "el Roble-cartero", más tarde se quemó a causa de una hoguera turística. A Ayu-Dag, Artek le ha dedicado una multitud de poemas y canciones.
Las aventura en Artek durante la subida a su cima es descrita en los libros de Elena Ilinoy «la Cuarta altura» y "La montaña del oso". La imagen simbólica De Ayu-Dag; el osezno, es uno de los talismanes de Artek y el regalo tradicional a los invitados de honor.
Actualmente durante cada cambio de visitantes en artek se hacen viajes cortos a la montaña con una burlesca ceremonia de “Iniciación en Artek”. También se hacen viajes a remo hasta el Cabo de Ayu-Dag. A los pies de las montañas están los más antiguos campamentos de Artek – “de Mar” y “de Montaña”.
Adalary - dos acantilados, que se encuentran en estrecha proximidad a la costa de Campamento “Celeste”, también conocido mucho más allá de Crimea como uno de los símbolos de la península. En los años treinta se hacían excursiones en barco a Adalary. Ese viaje se muestra en la película “Nuevo Gulliver”. Al final de cada turno de Artek el destacamento es tradicionalmente fotografiado con Adalar como telón de fondo. En agosto de 2008, el día nacional de la bandera de Ucrania en Adalar. En los límites de Artek fue puesta la bandera de Ucrania, debido a sus programas de educación nacional.
En el territorio del “campamento Celeste”, hay dos notables objetos: pendiente en el mar «la roca Shalyapinsky”, donado por el propietario de Suuk-Su Fiódor Chaliapin para construir “Castillo de Arte” y la “Gruta Pushkin” (una cueva parcialmente llena de agua) en la base del acantilado.
Por el territorio de Artek pasan algunos ríos montañosos poco profundos que desembocan en el mar: Артек en "de Mar", Putanis en "Ribereño", Suuk-Su en "Celeste". Parcialmente eliminando las tuberías y las alcantarillas.

### Parques
Los parques son indiscutibles ornamentos en Artek. Al campamento fundado por Soloviev, se le hizo hincapié en su importancia como campo-sanatorio para niños. La construcción de parkes en Artek se inició en el siglo XIX, Ayu-Dag. Hoy en día el conjunto del parque, “de Mar” y “de Montaña”, hasta el mar, tiene un millar de especies de árboles y arbustos, en particular cinco especies de cedro, tres especies de cipreses, varias especies de pinos y Sequoias, magnolias, lilas y adelfas. Hay también oleas. Esnórquel avenidas, caminos y callejones complementados por escaleras de piedra. El parque de corte artístico en las plantas, se puede ver entre los arbustos formas de animales divertidos y es divertido buscar una manera de salir de este laberinto verde.
Cerca esta un parque llamado: Gartvisa, pequeño pero único en su forma por su colección de premios (Recuerdos del Komsomol). Este fue en los años veinte del siglo XIX el puesto del director del Imperial Jardín Botánico Nikitsky NA Gartvisom. Aquí usted puede encontrar especies de plantas raras: casuarinas y el alcornoque, árbol de alcanfor, Baleares y madera de boj de hoja perenne, Magnolia de Soulangia.
El parque "Celeste" era conocido aun en tiempo prerrevolucionario, cuando se encontraba aquí el balneario "Suuk-Su".Fue cuando al parque se le remodeló como una especie jardín italiano con terrazas: muros de contención, barandillas y puentes con forjado, escaleras de piedra armónicamente incorporadas en la vegetación dispersa del parque.
Son no menos hermosos y remarcables por la composición y el planeo los parques " Kiparisnaya" y "Ribereño".
Algunas avenidas y jardines en el territorio del campamento fueron puestos en Artek. Uno de ellos – «el Jardín de la Amistad» en "Azul" - los 48 cedros plantados por los niños de 48 países, que descansaron en Artek durante la realización del X festival Mundial de la juventud y estudiantes en Berlín.
Los parques en Artek tienen la condición de monumentos del arte y de jardines de importancia local.

### Monumentos
Artek se puede dividir en varios grupos temáticos de monumentos. Todos ellos fueron creados en el período de la posguerra. Monumentos anteriores, como los creados por las manos de los niños, fueron destruidos durante la ocupación de Crimea, se encontraban en el territorio de Artek ocupado por los nazis.
El monumento más grande de Artek es el monumento a Lenin, inaugurado por el líder soviético Mijaíl Gorbachov en 1985. El complejo arquitectónico que incluye la escultura y la zona adyacente con vista al Mar Negro, diseñado por el arquitecto M. F. Sineva y artistas populares de la URSS, como T. A. Polianski y N. Scherbakov. Junto con el pedestal tiene una altura de 19 metros, y las torres a sus espaldas, que representan a las astas de las banderas, alcanzando una altura de cuarenta y dos metros. Debido al tamaño de la estatua, se introdujo en las instrucciones de navegación marina como una marca de navegación. El complejo también posee una sala de conferencias y un sitio para exposiciones de las repúblicas de la Unión, las escaleras y las galerías están asociadas. Hoy en día el monumento conmemorativo está muy descuidado, de manera que las losas de mármol y escaleras, el marco del monumento, están salpicadas de grietas por donde la hierba crece. La imagen simbólica de la llama de los Pioneros, hecha de vidrio de color, está rota y han saqueado los recuerdos que tenía. En las plazoletas del monumento hay mucha basura de costumbre. En la actualidad los grupos de Artek son llevados alrededor de gran monumento, que se encuentra en la parte central, junto al parque "Ribereño".
A pesar del impresionante tamaño, la ubicación central y el contenido ideológico del monumento principal del campamento, de acuerdo con los planes originales de los autores del proyecto, se suponía que el Monumento a la Amistad de los niños del Mundo, sería el monumento más grande de Artek y no el monumento a Lenin. Este primero fue inaugurado en el campamento “de Mar”. Fue instalado en 1962 por los niños de 83 países que llegaron. La base del monumento tiene unos paneles de mármol con relieves de los rostros de los niños y las palabras: “El corazón de la llama, el sol, el resplandor del fuego, los niños del globo terrestre, el camino de la amistad, el trabajo, la felicidad, la paz, la libertad, la igualdad, la fraternidad permanentemente iluminado”. El panel fue puesto en la escarpada pared de un barranco también se hizo ahí una plataforma circular. En su centro se encuentra el pabellón, el techo de las cuales representa un globo con los contornos de los continentes. En la actualidad se ha oxidado y es de aspecto poco atractivo, las paredes de vidrio del pabellón se han roto. Durante los grandes eventos y visitas de delegaciones oficiales al campo, el monumento es parcialmente ocultado con cortinas de tela. El autor del monumento fue Ernest Yósifovich.

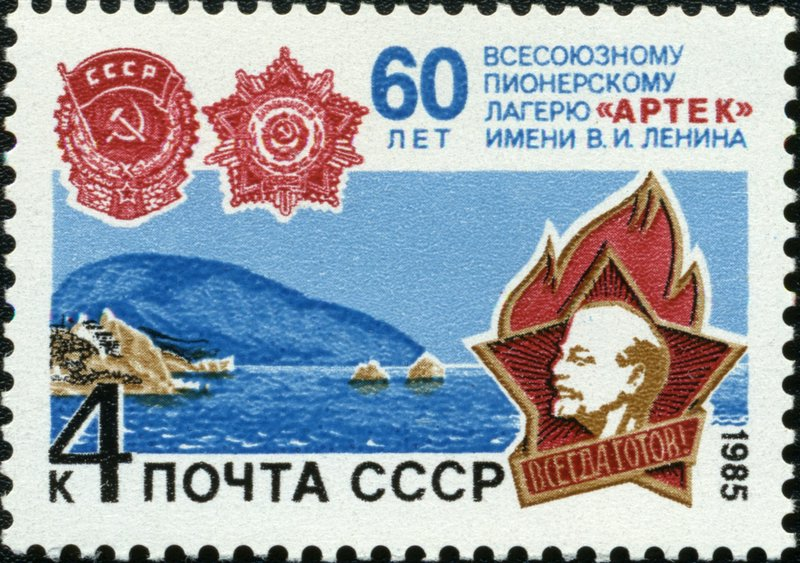
Artek (sello postal emitido por la URSS en 1985)

Sobre las avenidas del campo "Ribereño" es posible encontrar aún más trabajos hechos por Ernest Yósifovich. Son esculturas pequeñas metálicas realizadas por la idea del autor de simbolizar la naturaleza de Crimea: Son figuras de los peces y los pájaros sobre construcciones abstractas. En agradecimiento el escultor fue inmortalizado en canciones de Artek.
Algunos monumentos en el campamento son vinculados a la historia de la Gran Guerra Patria. En el parque entre "de Mar" y "de Montaña" se encuentra el monumento al marinero desconocido que ha muerto en el combate con los ocupantes de Crimea en 1943. El monumento hecho por A. A. Emelyantsevym en 1963. De piedra blanca, representa la imagen escultural del soldado soviético en el momento del combate a las orillas del mar. En la época soviética este era uno de los monumentos principales del campamento. Era un sitio donde se hacía celebraciones solemnes y los gobernantes depositaban aquí flores como ofrenda. Hoy el monumento situado en la parte central de las avenidas en Artek, da la impresión de estar abandonado por completo. En la plazoleta ante él, se ven las huellas de los picnics turísticos, y en el monumento de la antorcha de fuego hay basura doméstica. Cerca de él en 1985 se inauguró un monumento en memoria del personal del campamento y los soldados del Ejército Rojo que murieron durante la Gran Guerra Patria. El autor del proyecto fue el diseñador de Artek, Yuri Soloviev. El monumento está hecho en la forma de una imagen simbólica de una nave. La inscripción en la losa de mármol reza: “Aquí son enterrados los soldados que lucharon por la liberación Artek”. El monumento pasa por labores de restauración cada año. Cerca de ese lugar hay reuniones de los veteranos que viven en Gurzuf. En tiempo restante del año el estado del monumento deja mucho que desear, la situación de los monumentos es pobre. En el campo Alpes se erigió un monumento en honor a los que murieron en Artek durante la guerra. Está hecho en la forma de una losa de mármol con los nombres de las personas. Entre ellos: Gulya Koroleva, Rubén Ibárruri, Vladímir Dubinín. A pesar del hecho de que la Junta ha cambiado varias veces la losa por una nueva, el nombre de Alia Moldagulovoj ha sido escrito con la misma falta de ortografía. Fuera de Artek, el monumento es conocido por ser mencionado en el libro de Elena “la Cuarta altura”. De acuerdo a los extrabajadores del campo, que viven en Gurzufe en 2005, entre ellos representantes de la administración Artek se llevó a cabo una encuesta informal, cuyo propósito era determinar la reacción de los veteranos en la posible eliminación de estos monumentos.
Los monumentos en Artek, están vinculados con su propia historia. En el campamento "de Mar" hay instalada una señal conmemorativa en honor de las primeras líneas de Artek, en forma de piedra con una losa de mármol y una pequeña estela en memoria de Samantha Smith en la avenida que lleva su nombre. Ligeramente superior en el parque "de Montaña" - una columna de mármol encontrada por personal de Artek durante los años 30, sobre las ruinas de los edificios medievales de Ayu-Dag, con las palabras esculpidas de ZP Soloviev sobre la apertura en el campamento de Pioneros de Artek. El monumento escultórico a Zinovy Petrovich, de AA Emelyantseva se instaló en el territorio de "Diamante" en 1978. En la actualidad, "Diamante" está cerrado, el monumento al fundador de Artek no es visitado por los niños y delante de él hay depósitos de basura.
En Artek dos bustos de AA Emelyantsevym, dedicados a personas, después de los cuales fueron nombrados los escuadrones de Pioneer Artek: "mar", la de cobre en el mármol de Palmiro Togliatti (1969) y "Alpes", más modesta del héroe de la Unión Soviética y cosmonauta soviético Vladímir Komarov. En 1972, en la pared del destacamento de " Amber", que llevaba el nombre de Arkadi Gaidar, fue colocada la placa conmemorativa con el bajorrelieve del escritor, pero después de la reconstrucción reciente del campamento se quitó.
En el campamento "Azul", hay dos monumentos creados por Emelyantsevym de mármol blanco: una estatua de Nadezhda Krúpskaya cerca del palacio en "Suuk-Su" y un busto de Pushkin en la plaza Pushkinskaya. No lejos de ahí en la pared de la torre de observación se encuentra un bajorrelieve de bronce del poeta, realizado en los 50 años de los Pioneros, durante la Copa de Artek.
En los últimos años Artek ha sido marcado por una peculiar "guerra de los monumentos”. El penúltimo director general del campamento, CEO OV Husar, planteó la idea de trasladar todos los monumentos a un sitio especialmente reservados para ellos. El actual director de Artek - BV Novozhilov, tras el escándalo asociado a la eliminación de las imágenes de la estela de las órdenes de campo de Artek, en una entrevista dijo sin rodeos: «Esto es historia. Debemos despedirnos de los monumentos del pasado».

## Artek en la literatura
Artek es (total o parcialmente) el lugar de muchas obras artísticas, que incluyen lo siguiente: "secreto militar" (Arkadi Gaidar), "La Chica y el Venado" (E. de la tierra cultivable), "Small españoles" (E. Kononenko), "Bear Mountain" (E. Ilyina), "Un mes en el Artek (Kiselev)," secreto Innocent "(A. Lijanov)," Carta a la concha "(M. Efetov)," casi increíbles aventuras en Artek (AP Amatuni), "Samantha" (Yuri Yakovlev), "el hijo menor de la calle" (Lev Kassil, M. Polyanovsky), "La altura de la Cuarta" (E. Ilyina), "Day Watch» (Serguéi Lukiánenko).
Артек es mencionado o es la parte de la trama también de muchos ciclos poéticos y poesías separadas de: A.Barto, V.Viktorova, A.Zatsarinnoj, L.Kondrashenko, S.Marshaka, A.Miljavskogo, B.Mirotvortseva, S. Mijalkov, V.Orlova.
En algunos casos, los autores de obras literarias mencionan que en el pasado, los héroes de sus libros fueron miembros de Artek, reforzando así el carácter o la descripción explicativa de la motivación de sus actos. Así las personas de Artek por la voluntad de los autores se convertían en un espía soviético, como el explorador Alekséi Belov ( "Espada y Escudo, Kozhevnikov), profesor Oleg Moskovkin (" niño con la espada, Vladislav Krapivin) y otros.

## Artek en el cine
Literalmente desde los primeros años de su existencia, "Artek" fue utilizado para las necesidades creativas del cine nacional. Esto fue facilitado por la coincidencia de varios factores. Un gran número de días soleados al año, la proximidad de una filial de Cine de Yalta, el Estudio Gorki de flora exótica, el terreno montañoso y el mar combinado con una curiosa arquitectura futurista. Y si es necesario – muchos niños extras gratuitos. Todo esto hizo que el campamento de una plataforma ideal para la realización de las ideas creativas de los cineastas.
En consecuencia, las películas que se rodaban en el campamento se pueden dividir en varios grupos. En primer lugar, están película que tiene lugar en Artek: "Nueva Gulliver" (1935), "Un cambio feliz" (1936), "secreto militar" (1958), "Puschik va a Praga" (1966) y las películas sobre algún personaje, por lo general de un campamento internacional de verano: "Troy" (1928), "El pasajero con el" Ecuador "(1968)," Hola, niños! "(1962).
El segundo grupo - películas de aventuras acerca de los viajes por mar, lejanos países exóticos: "En búsqueda del capitán Grant" (1985), "Captain Blood" (1991), "Hearts of Three" (1992), "Empire of Pirates" (1995).
Y, por último, las películas de fantasía sobre la vida en un futuro lejano: "El sueño por cumplir" (1963), "Nebulosa de Andrómeda" (1967), "A través de las espinas de las estrellas" (1981).
También en Artek filmado episodios y escenas de las películas: "White Poodle" (1956), "¡Viva, tenemos unas vacaciones!" (1972), "Las Nuevas Aventuras del Capitán Vrungel" (1978), "Diez pequeños indios" (1987), " Dunya "(2004) y otras películas artísticas, periodísticas y documentales.

## Curiosidades y datos de interés
- El nombre Artek ha trascendido desde la época soviética, siendo reconocido en innumerables sitios, empresas, vehículos y productos. Por Artek se conocen calles en Moscú, Vorónezh, Rostov del Don, Donetsk, Dnipropetrovsk, Gurzuf y Vladivostok, así como el asteroide N.º 1956 (1969 TX1),[46]modelos de radio para niños, fabricados en Sebastopol en los años 90, marcas de waffles rellenos de chocolate (fabricados por la empresa Rot Front de Moscú),[47]otra marca de sémola de trigo, un cine en Rýbinsk, un barco arrastrero de la Compañía Naviera de Múrmansk en los años 60, un buque cisterna petrolero de la Compañía Naviera del Lejano Oriente cedido por EE.UU. en 1944 (mediante el acuerdo de préstamo y arriendo), una estación militar móvil de radio R-166 para el ejército (en el chasis de un camión Kamaz), muebles para niños (suite de una cama de madera comprimida y litera de metal), la Sociedad Juvenil de Lengua Rusa de la República Checa (Praga, 2001).[48]También tienen una relación indirecta con el nombre la empresa Artek de diseño mobiliario del arquitecto Alvar Aalto en Finlandia (desde 1935) y el 10° Ejército de Trenes Blindados del general bolchevique Fédor Aliábiev (que luchó por Tsaritsin en 1918).[49]

- Muchos artistas famosos, científicos y políticos dieron sus primeros pasos de su carrera en el campamento Artek. Entre estos la actriz Lyudmila Shagalova, el actor Alekséi Zharkov y el director de cine Pável Chujrái, quien hizo su primer papel infantil actuando en Artek. El humorista Vladímir Vinokur ganó un concurso internacional de canto en Artek y recibió su premio de manos de Yuri Gagarin,[50] también el famoso jugador de fútbol y entrenador Georgi Yártsev recibieron en Artek su primera medalla de oro. Como vocalista de un coro de niños en Artek cantó la futura estrella de la ópera Anna Netrebko. El famoso periodista Leónid Parfiónov aprendió en Artek los fundamentos de su futura profesión y el director Oleg Safaraliyev hizo sus primeros trabajos de investigación cinematográfica. La exdiputada de la Duma del Estado, Irina Jakamada, organizó en el campo su primera acción de protesta pública, insatisfecha con servicio de cáterin.

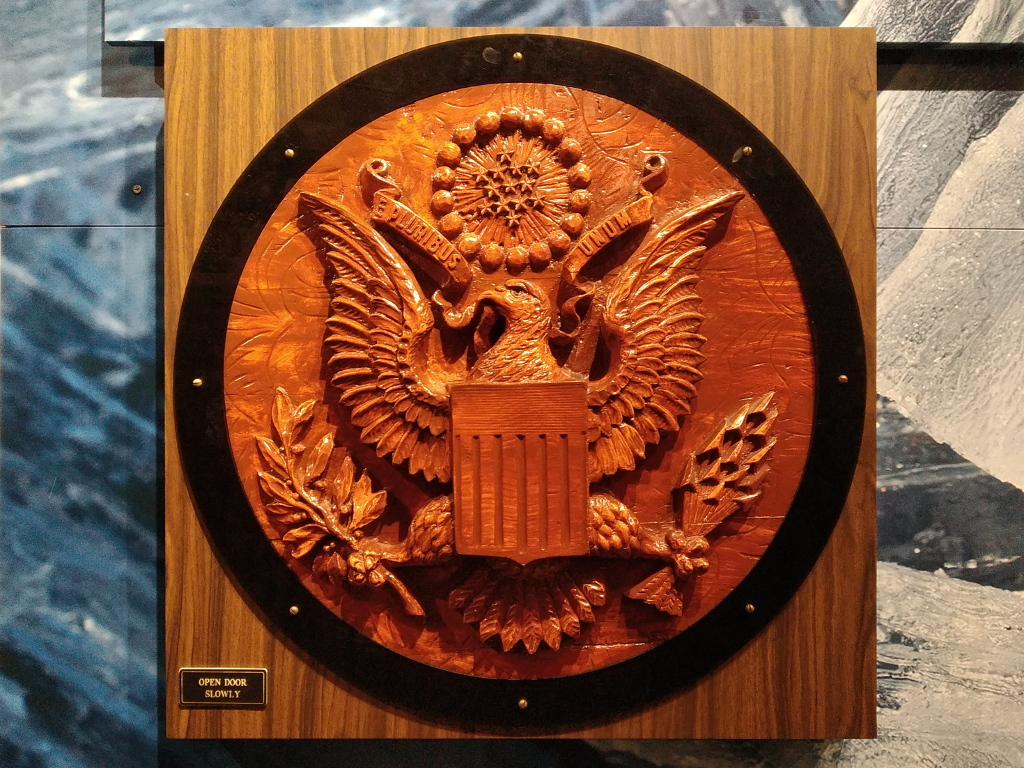
Réplica del Gran Sello de EE. UU. tallado por los pioneros en Artek

- Réplica del Gran Sello de EE. UU. tallado por los pioneros en ArtekEn 1945 el embajador de EE. UU. en la URSS, Averell Harriman, recibió un Gran Sello de EE. UU. tallado en madera, de parte de los niños en Artek. El fino regalo, elaborado con 20 tipos diferentes de maderas preciosas, le fue entregado por los pioneros como obsequio, sin embargo ni ellos, ni el embajador sospechaban que este tenía un propósito oculto. El emblema contenía un impresionante dispositivo de escucha o endovibrador, diseñado por León Theremin, el cual no dependía de fuentes de energía y era activado de forma remota. En 1952, luego de varios años de búscar el origen de las filtraciones, la CIA finalmente encontró el artefacto. En 1960 el senador Henry Cabot Lodge, Jr. denunció ante la ONU el dispositivo al que llamó "la cosa" (the thing). En privado, los agentes de contrainteligencia de la CIA consideraron que aquel artefacto representaba un verdadero hito tecnológico en la historia del espionaje; y buscaron la forma de homologar el sistema para uso propio.[35][51] Una réplica exacta del dispositivo, así como del emblema tallado en madera por los niños de Artek, pueden verse en el Museo Nacional de Criptología de la NSA en Fort Meade, Maryland.[52]

- En el artículo sobre Artek en La Gran Enciclopedia Soviética (3.ª edición, 1969-1978) hay un error. Debajo de la fotografía del artículo se puso "Campamento pionero Pribrezhny",[53]pero en realidad la fotografía corresponde al campamento Morskoy (del Mar). En el campamento Pribrezhniy (Costero) (que ahora comprende los campos Lesnói (del Bosque), Ozerni (del Lago), Polevoi (de Tierra), y Rechnoi (del Río), a pesar del nombre, no tiene edificios situado a la orilla del mar. Morskoy (del Mar) siempre ha sido como la "vitrina de Artek". La gran mayoría de publicaciones en medios de comunicación masiva sobre Artek, sin importar su contenido, han sido ilustradas con imágenes tomadas en el campamento Morskoy (del Mar).

- De acuerdo con un reglamento de normas médicas, publicado en el sitio oficial en Artek, antes de ser enviados al campamento, los niños debían ser inmunizados contra la fiebre escarlata, aunque una vacuna contra esta enfermedad no existe en la actualidad.[54]

- El 24 de abril de 2008, previo a la visita de la esposa del Presidente de Ucrania, Katerina Yushchenko a Artek, fueron desmontadas de la estela que se encuentra en la entrada del campo las Órdenes Soviéticas de la Bandera Roja del Trabajo y de La Amistad Entre los Pueblos. Más tarde se habló en relación con su restauración, sin embargo, en su lugar se colocaron los logotipos de Artek y el de la UNESCO. Los manifestantes afirmaron que la retirada de las órdenes soviéticas era parte de varios fenómenos destructivos que estaban ocurriendo en el país, entre estos la rehabilitación de la Organización de Nacionalistas Ucranianos (OUN) y del Ejército Insurgente Ucraniano (UPA), con el propósito de elevar al rango de héroes nacionales a personas que colaboraron con los nazis durante la Gran Guerra Patria, y al mismo tiempo la idea de un museo sobre la "ocupación soviética". El 8 de agosto de 2008, durante una protesta de los miembros del Partido Comunista de Ucrania las órdenes fueron nuevamente colocadas en la entrada, pero en lugar de las originales se colocaron unas copias.[55][56][9]

## Nota
1. ↑  El gobierno autónomo de Crimea y el de Sebastopol declararon su independencia el 11 de marzo de 2014 y se integraron mediante referéndum en la Federación de Rusia el día 18 de marzo. Gran parte de la comunidad internacional no reconoce tanto la declaración de Independencia de Crimea y Sebastopol, como los referendos sobre el estatus político de Crimea y Sebastopol y su posterior anexión a Rusia. La soberanía del territorio es reclamada por Ucrania.